# Dermulo
Dermulo (Nones: Dermúl) ist eine Fraktion der italienischen Gemeinde Predaia in der Provinz Trient, Region Trentino-Südtirol.

## Etymologie
Der Name Dermulo ist aus der Agglutination des 1218 erstmals schriftlich erwähnten de Hermulo oder de Armullo entstanden. Der wahrscheinlich vorrömische Name bezieht sich auf eine Höhle oder einen anderen natürlichen Zufluchtsort. Der Name ist in Verordnungen des Kaisertums Österreich auch in der Schreibweise Dermullo aufzufinden.

## Geographie
Dermulo liegt in Luftlinie etwa 30 km nordwestlich von Trient auf der orographisch linken Seite des mittleren Nonstal auf einer Höhe von 553 m s.l.m. Die von Apfelplantagen umgebene Ortschaft breitet sich direkt über der Schlucht des Noce aus, die hier das Nonstal etwa 100 m tief einschneidet. Nördlich, am Beginn der Schlucht, steht die Bogenstaumauer der Santa-Giustina-Talsperre, südlich der Staumauer liegt das 1995 eingerichtete NATURA 2000 Schutzgebiet Forra di S. Giustina.
Durch den Ort fließt der Rio Pissaràcel, der Dermulo Ende des 19. Jahrhunderts in ungefähr zwei gleich große Hälften teilte. Der kleine Bach entspringt südwestlich von Coredo und fließt anschließend in südwestlicher Richtung durch ein kleines Tal, bevor er vor dem Erreichen von Dermulo kanalisiert wird und unterirdisch durch den Ort geleitet wird. Der Bach tritt unterhalb von Dermulo wieder an die Oberfläche und stürzt dann in einem Wasserfall zum Noce ab, in den er mündet. In der Vergangenheit bezog Dermulo sein Wasser hauptsächlich aus diesem Bach.

## Geschichte
An Dermulo führte bereits eine Römerstraße vorbei. Römischen Ursprungs soll auch die Brücke Ponte Alto in der Noce-Schlucht gewesen sein, die nach dem Bau der Talsperre 1950 überflutet wurde.
1218 wurde Dermulo auf Anordnung des Trienter Fürstbischofs Friedrich von Wangen dem Fürstbistum unterstellt, nachdem die Bewohner vorher den Herren von Denno abgaben- und dienstverpflichtet waren. Dieses Privileg wurde unter dem nachfolgenden Fürstbischof, Adalbert III. von Ravenstein, 1220 bestätigt. Ebenfalls im 13. Jahrhundert entstand die erste von zwei Kirchen des Ortes, die den Heiligen Philipp und Jakob geweiht ist. 1517 erhielten die aus Dermulo stammenden Brüder Nicolò und Tommaso aus dem Geschlecht der Inama von Kaiser Maximilian ihr Stammwappen. Während der Niederwerfung des von Michael Gaismair angeführten Bauernaufstandes wurde Dermulo im September 1525 von den vom Fürstbischof Bernhard von Cles entsandten Truppen des Gerhard von Arco (italienisch Gerardo d’Arco) verwüstet.  1537 wurde erstmals die in der Noce-Schlucht liegende Einsiedelei Santa Giustina erwähnt.
Im Habsburgerreich gehörte die Gemeinde Dermulo nach der oktroyierten Märzverfassung und der Bildung der Gerichtsbezirke seit 1849 dem Gerichtsbezirk Cles und ab 1868 dem Bezirk Cles der Gefürsteten Grafschaft Tirol an.
Nach der Fertigstellung der Straßenbrücke über die Noce-Schlucht 1888 nahm die Bedeutung Dermulos als Verkehrsknotenpunkt zu. Man dachte auch daran den Ortsnamen in Santa Giustina zu ändern. Die k.k. Verwaltung schob dem Vorhaben aber einen Riegel vor. Mit der fast zeitgleichen Eröffnung der beiden Lokalbahnen Dermulo–Mendel und Trient-Malè im September und Oktober 1909 wurde der Ort auch zu einem Eisenbahnknotenpunkt. Erstere entstand auf Initiative von Emanuele Lanzerotti und nahm ihren Ausgang in Dermulo. Die Linie folgte dem Verlauf, der in Dermulo abzweigenden Straße nach Fondo im oberen Nonstal und wurde bereits 1934 stillgelegt.
Im Zuge der 1927 verabschiedeten faschistischen Gemeindereform, auf deren Grundlage Gemeinden mit weniger als 2000 Einwohnern eingemeindet wurden, wurde die Gemeinde Dermulo 1928 aufgelöst und Dermulo der Gemeinde Taio angeschlossen. Im Zweiten Weltkrieg wurde Dermulo kurz vor Ende des Krieges von US-amerikanischen Luftstreitkräften bombardiert. Anfang Mai 1945 wurden in einem Feuergefecht zwischen abziehenden deutschen Verbänden, die in Dermulo ein Nachschublager unterhielten, und italienischen Partisanen, elf Menschen getötet.
Mit der Auflösung der Gemeinde Taio 2015 wurde Dermulo eine Fraktion der neuen Gemeinde Predaia.

## Verkehr
In Dermulo zweigt die Strada Statale 43 dir della Val di Non von der Strada Statale 43 della Val di Non ab. Zudem besitzt Dermulo einen Bahnhof an der Bahnstrecke Trient–Mezzana.

## Sehenswürdigkeiten
- Ruinen der Einsiedelei Santa Giustina
- Kirche Santi Filippo e Giacomo
- Pfarrkirche Santa Giustina
- Staumauer der Santa-Giustina-Talsperre
- Noce-Schlucht

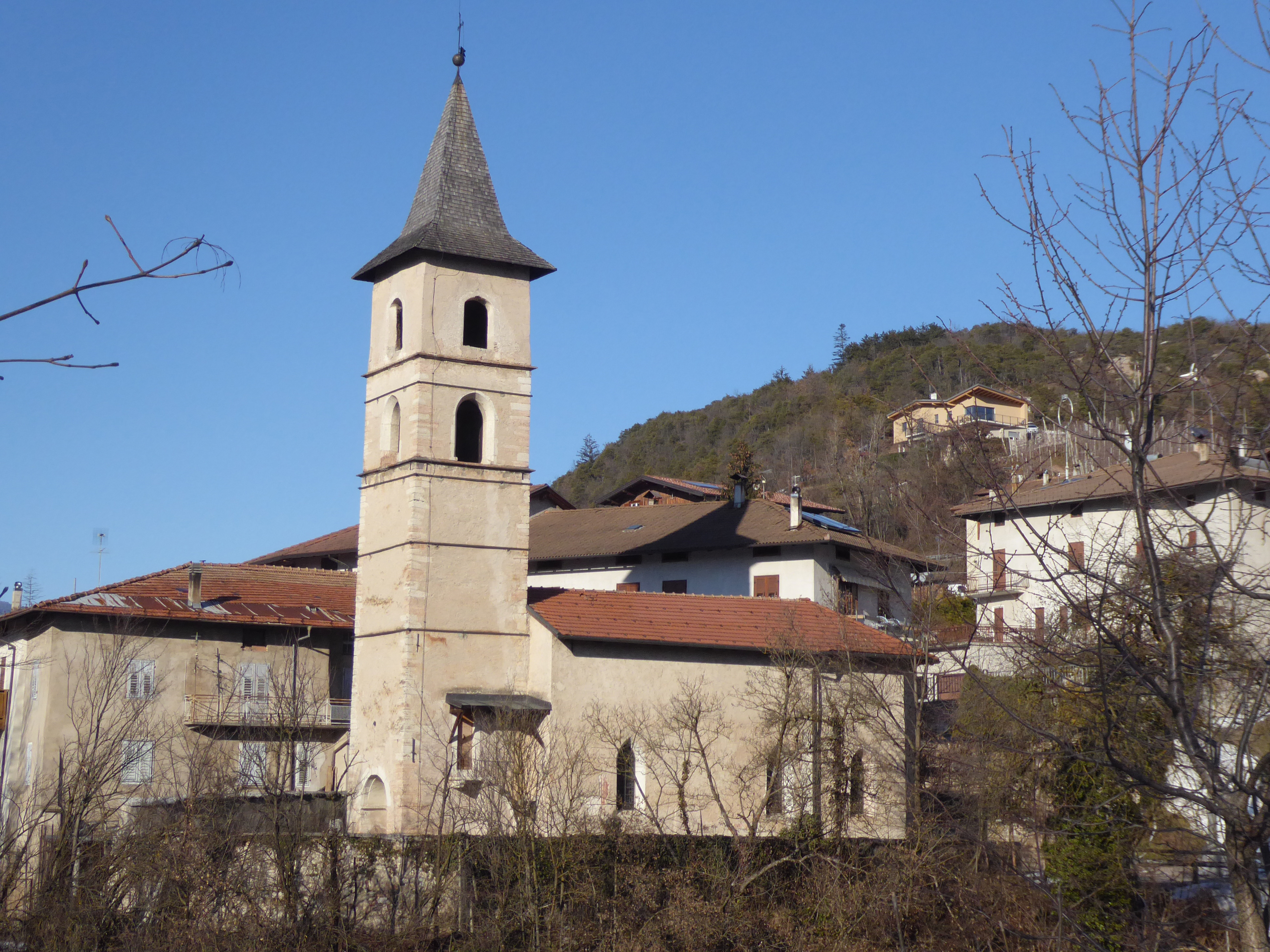
Alte Pfarrkirche Santi Filippo e Giacomo
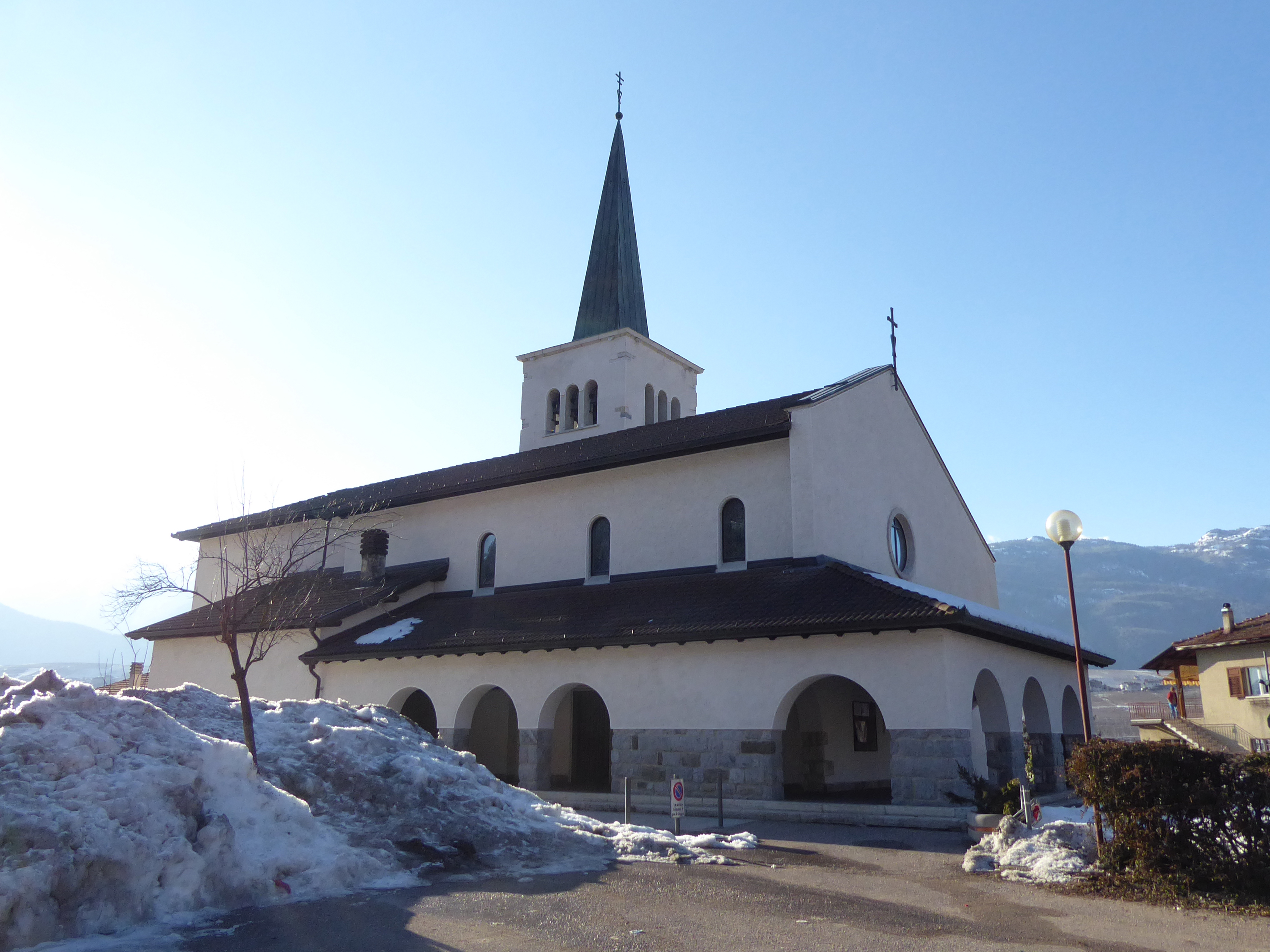
Neue Pfarrkirche Santa Giustina
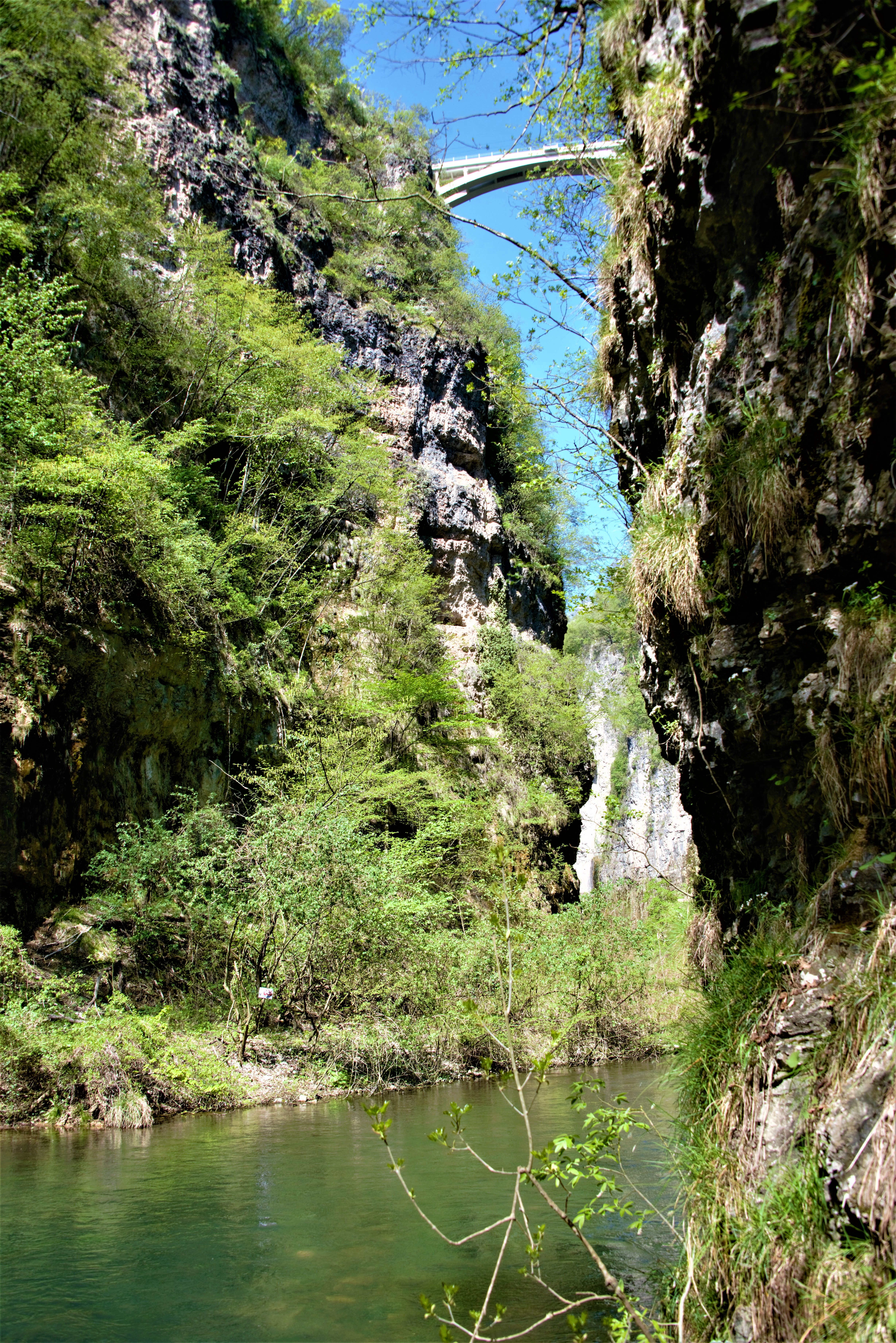
Noce-Schlucht
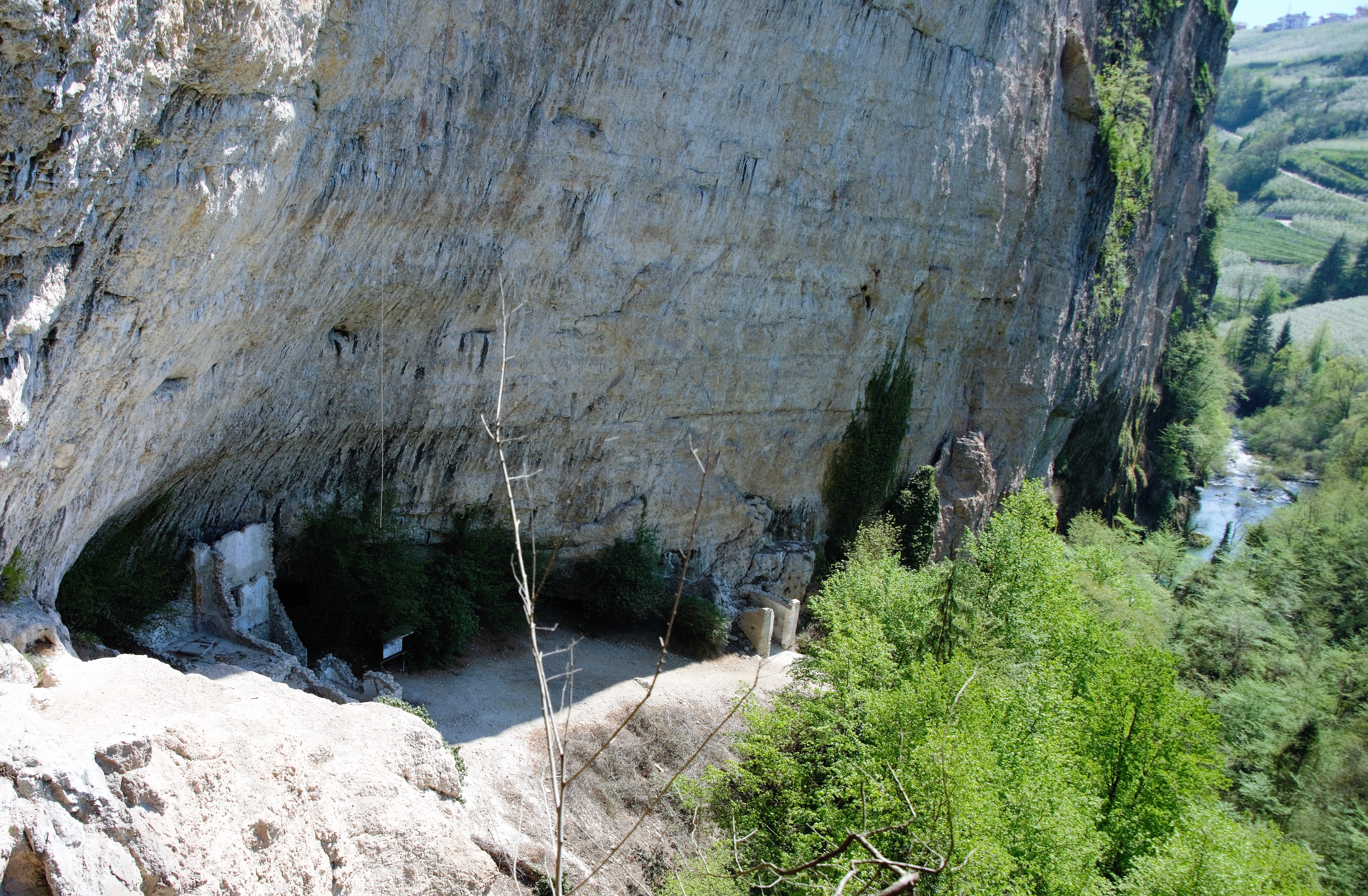
Einsiedelei Santa Giustina
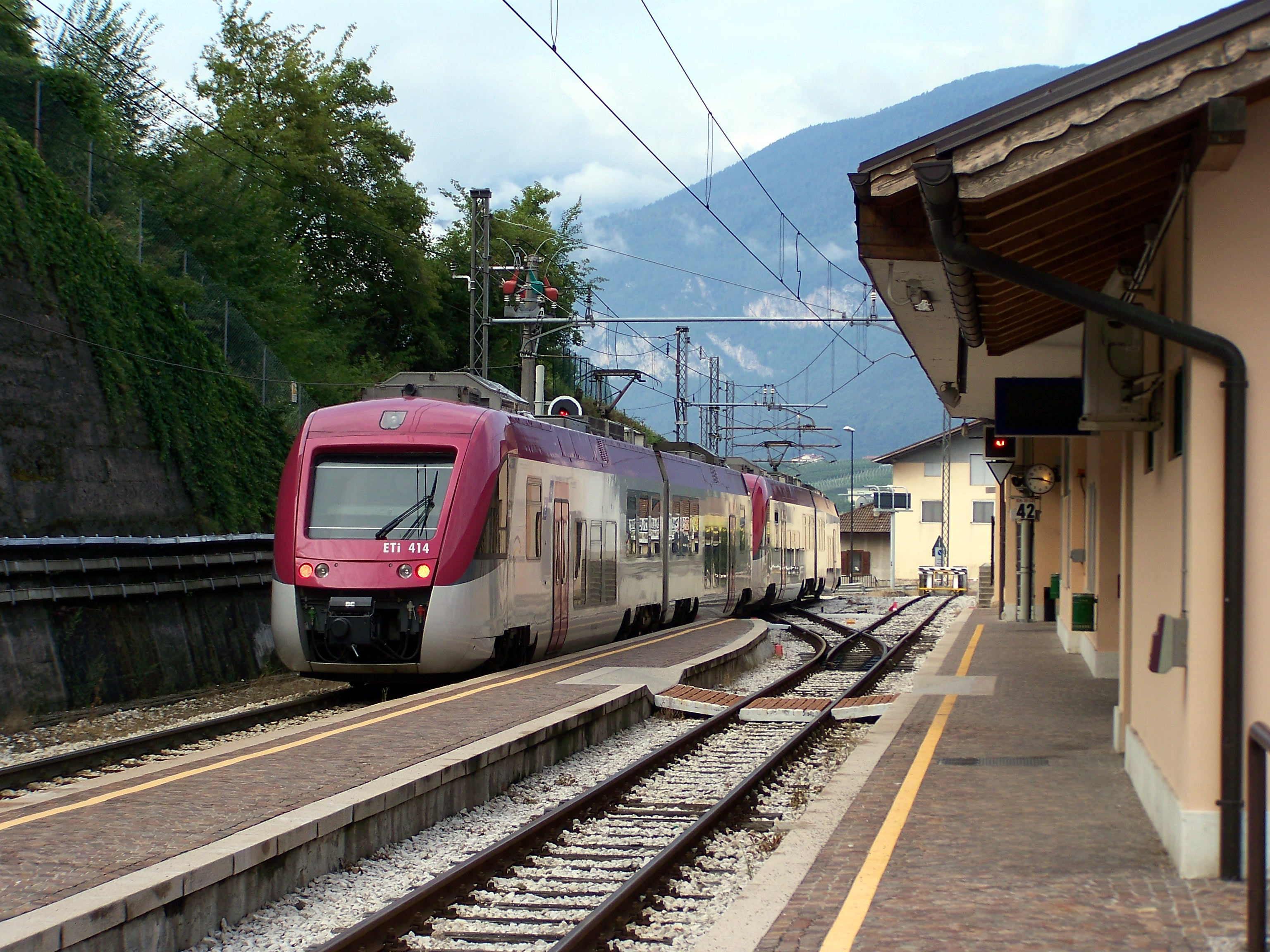
Bahnhof Dermulo